# گنتسکوو
گنتسکوو (به آلمانی: Genzkow) یک شهر در آلمان است که در Mecklenburgische Seenplatte District واقع شده‌است. گنتسکوو ۱۶۷ نفر جمعیت دارد.